# Mohammed Jumaa
Mohammed Jumaa (Arabic:محمد جمعة) (sinh ngày 28 tháng 1 năm 1997) là một cầu thủ bóng đá người Các Tiểu vương quốc Ả Rập Thống nhất. Hiện tại anh thi đấu ở vị trí Tiền vệ chạy cánh cho Shabab Al-Ahli.

## Sự nghiệp quốc tế

### Bàn thắng quốc tế
Bàn thắng và kết quả của UAE được để trước.
| #  | Ngày               | Địa điểm                        | Đối thủ  | Bàn thắng | Kết quả | Giải đấu                 |
| -- | ------------------ | ------------------------------- | -------- | --------- | ------- | ------------------------ |
| 1. | 7 tháng 6 năm 2021 | Sân vận động Zabeel, Dubai, UAE | Thái Lan | 3–1       | 3–1     | Vòng loại World Cup 2022 |